# Автошлях Т 1026
Автошлях Т 1016 — автомобільний шлях територіального значення в Київській області. Проходить територією Бориспільського району. Загальна довжина — 18,4 км.
Пролягає крізь населені пункти Требухів, Дударків, Велика Олександрівка.